# Julian Krzyżanowski
Julian Krzyżanowski (ur. 4 lipca 1892 w Stojańcach, zm. 19 maja 1976 w Warszawie) – polski polonista, historyk literatury, folklorysta, badacz literatury ludowej, nauczyciel, profesor i wykładowca akademicki, pedagog.

## Życiorys

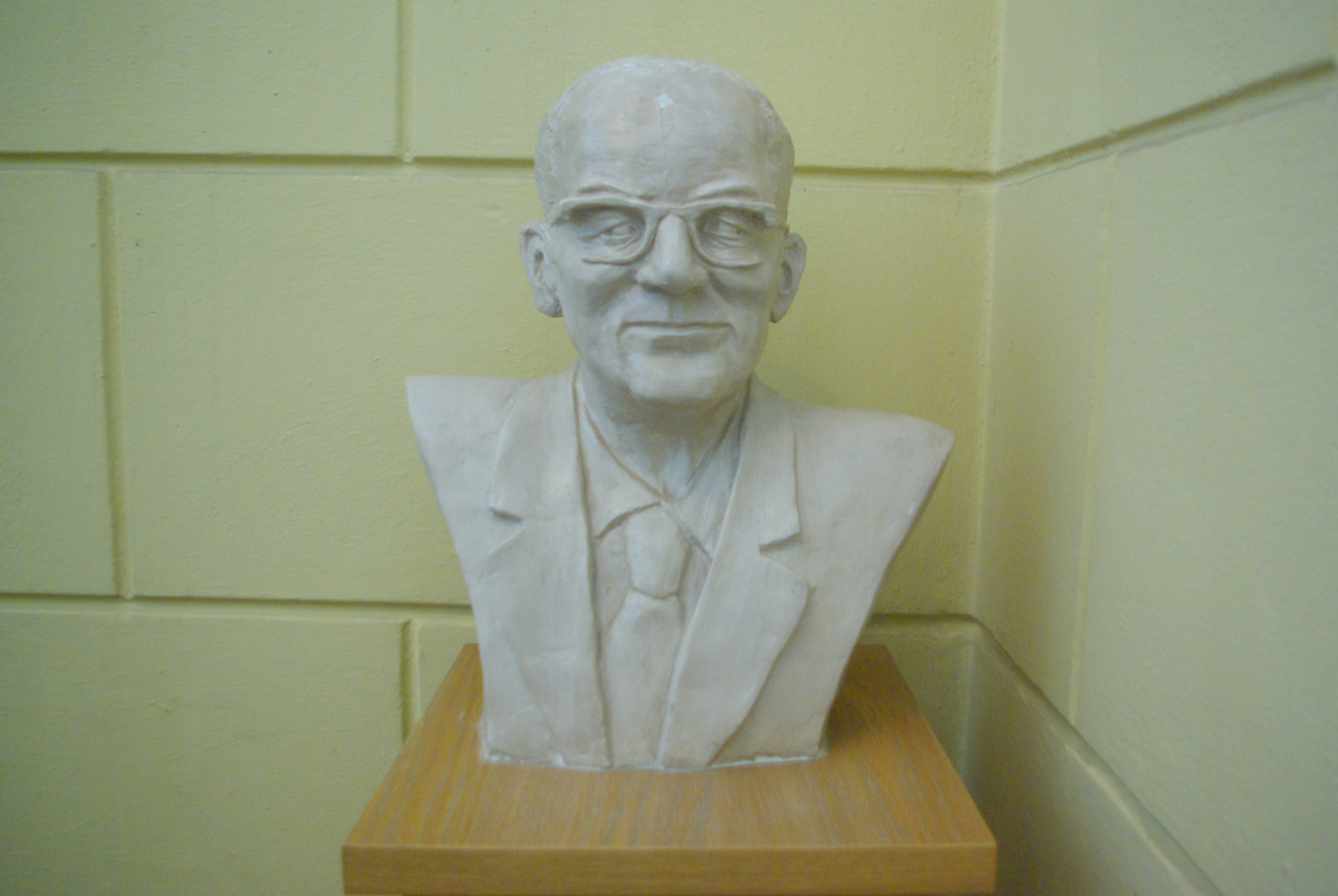
Popiersie Juliana Krzyżanowskiego w Sanoku

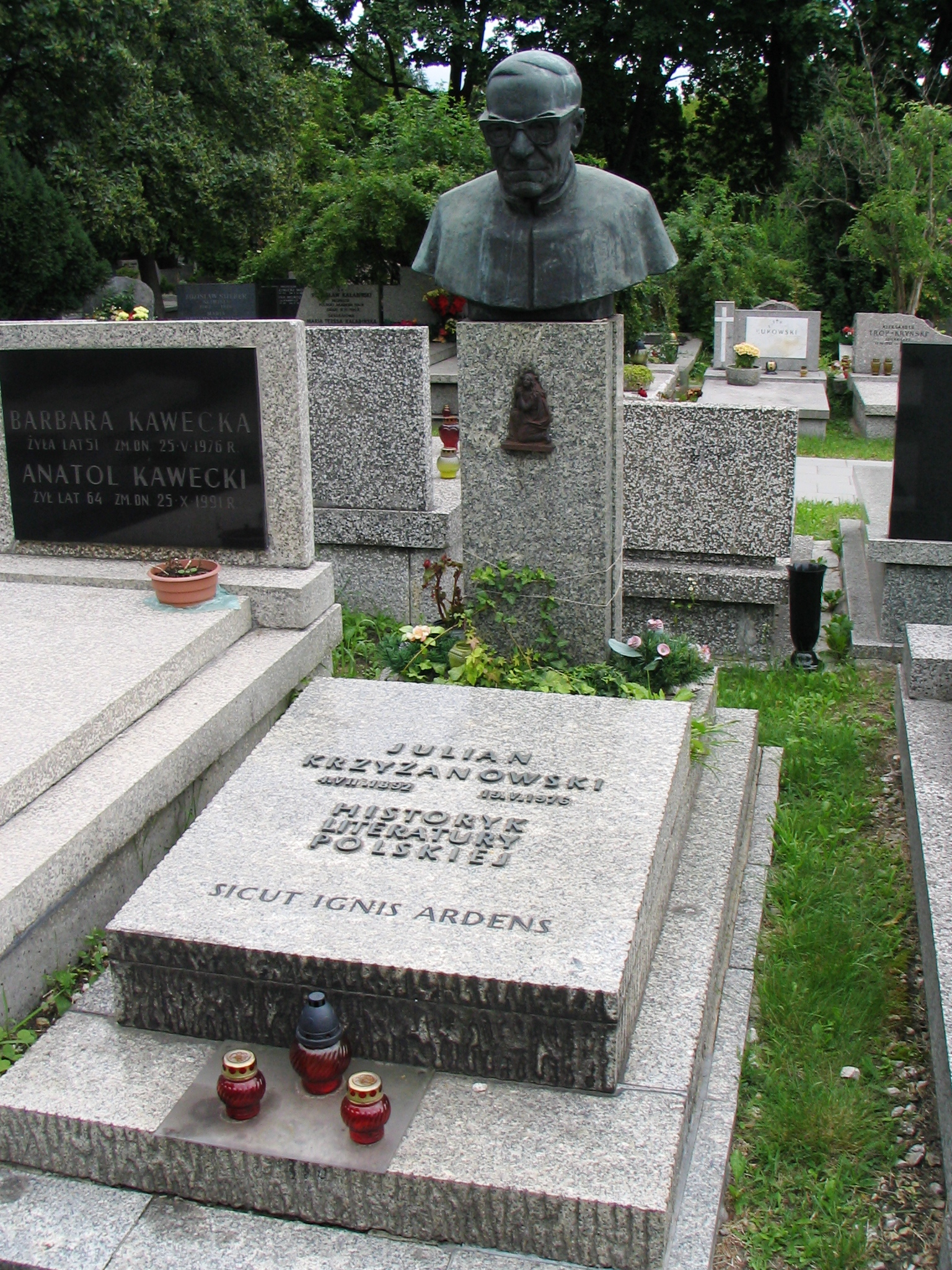
Grób Juliana Krzyżanowskiego na Cmentarzu Wojskowym na Powązkach w Warszawie (2008)

Julian Krzyżanowski ukończył szkołę podstawową w Bukowsku. W latach 1903–1905 uczył się w gimnazjum w Rzeszowie, a następnie od 1906 w C. K. Gimnazjum Męskim w Sanoku, w którym 24 czerwca 1911 zdał egzamin dojrzałości z odznaczeniem (w jego klasie byli m.in. Edward Kielar, Józef Dąbrowski, Aleksander Ślączka – ofiary zbrodni katyńskiej z 1940, Kazimierz Niedzielski, Antoni Owsionka, Kazimierz Piech) (podczas nauki mieszkał w Sanoku na stancji). Podczas nauki gimnazjalnej podjął działalność w Organizacji Młodzieży Narodowej (działającej w Sanoku przy Towarzystwie Młodzieży Polskiej „Znicz”). Wstąpił do „Armii Polskiej” i jako jej członek był wśród działaczy organizacji niepodległościowej wydzielonej z OMN, „Zarzewie”, którzy założyli „oddział ćwiczebny” im. Hetmana Stanisława Żółkiewskiego w listopadzie 1909, a następnie został opiekunem Drużyny Skautowej im. hetmana Stanisława Żółkiewskiego – Ex ossibus ultor. Wraz ze Zdzisławem Lewickim i Leonem Kazubskim działał w gimnazjalnym kole Związku Młodzieży Polskiej „Przyszłość” (PET), a 7 lipca 1909 wraz z nimi uczestniczył w zjeździe tej organizacji we Lwowie. W sanockim gimnazjum był też prezesem kółka literacko-artystycznego. W latach 1911–1914 odbył studia polonistyczne na Wydziale Humanistycznym Uniwersytetu Jagiellońskiego.

### Działalność literacka
Pisał dla Pamiętnika Literackiego i w nim też debiutował w 1913. Podczas I wojny światowej został internowany i wywieziony na Syberię. Do Polski powrócił w 1920 wraz z 5 Dywizją Strzelców Polskich, która była ewakuowana z Dalekiego Wschodu Rosji statkiem „Jarosław”. W niepodległej II Rzeczypospolitej Julian i Emilia Krzyżanowscy zamieszkali w Lublinie. Rozwój naukowy kontynuował na Uniwersytecie Jagiellońskim, gdzie w 1921 Julian Krzyżanowski uzyskał doktorat (rozprawa pt. „«Goffred» Tassa-Kochanowskiego w romantyzmie polskim”), a 23 czerwca 1926 jako docent historii literatury polskiej uzyskał habilitację na macierzystym Wydziale Filozoficznym UJ (na podstawie książki pt. Romans pseudohistoryczny w Polsce wieku XVI). Od 1921 był nauczycielem w Gimnazjum im. Vetterów w Lublinie, później w Gimnazjum Wacławy Arciszowej w Lublinie. W 1925 został profesorem akademickim na Katolickim Uniwersytecie Lubelskim, a tuż po tym nadano mu prawo wykładania (veniam legendi). W latach 1927–1930 wykładał literaturę polską na Kings School of Slavonic Studies University of London w Londynie, a od 1930 do 1934 był wykładowcą literatury słowiańskiej na Uniwersytecie Łotwy w Rydze. W 1934 został kierownikiem Katedry Literatury Polskiej na Wydziale Polonistyki Uniwersytetu Warszawskiego (stanowisko to zajmował formalnie do 1957, zaś faktycznie pracował do końca życia).
Po wybuchu II wojny światowej podczas okupacji niemieckiej 1939–1945 w 1940 roku wraz z Julianem Manteuffelem założył w Warszawie tajny uniwersytet nauk historycznych i polonistyki oraz był jego wykładowcą. Uczestniczył w powstaniu warszawskim 1944 i został ranny. Po jego stłumieniu wraz z żoną trafił do obozu przejściowego w Pruszkowie. Następnie był w Krakowie, po czym w listopadzie 1945 r. powrócił do Warszawy. Po zakończeniu wojny był jednym z założycieli utworzonego 8 października 1946 roku Towarzystwa Przyjaciół Biblioteki Uniwersyteckiej w Warszawie. Także w 1946 r. został prezesem Towarzystwa Literackiego im. Adama Mickiewicza i pozostawał nim przez 30 lat, aż do śmierci (od 1956 był też członkiem honorowym). W roku akademickim 1957/1958 wykładał literaturę polską w Katedrze Mickiewiczowskiej (Mickiewicz Chair) na Columbia University w Nowym Jorku.
Był członkiem Rady Naukowej Instytutu Badań Literackich, przewodniczącym Komitetu Nauk o Literaturze i Komitetu Słowiaństwa PAN, członkiem rzeczywistym Wydziału Filologicznego Polskiej Akademii Umiejętności, od 1952 członkiem rzeczywistym Polskiej Akademii Nauk. W 1964 Uniwersytet Jagielloński przyznał mu tytuł doktora honoris causa, w 1973 uczynił to Uniwersytet Wrocławski. W 1965 roku został honorowym członkiem Serbskiej Akademii Nauki i Sztuk w Belgradzie.
Był autorem tzw. sinusoidy Krzyżanowskiego, ilustrującej naprzemienność epok literackich. Szczególne zasługi położył jako badacz pogranicza literatury i folkloru oraz jako redaktor i edytor dzieł literackich. Jest autorem m.in. książek Mądrej głowie dość dwie słowie, Historii literatury polskiej oraz dwutomowej antologii przysłów. Był wydawcą dzieł Henryka Sienkiewicza, Jana Kochanowskiego, Juliusza Słowackiego, Elizy Orzeszkowej i innych. Był aktywny do ostatnich lat życia. Łącznie opublikował ponad 1200 prac. Kilka jego dzieł naukowych ukazało się pośmiertnie.
22 lipca 1964, z okazji 20-lecia Polski Ludowej, otrzymał Nagrodę Państwową I stopnia. W 1964 roku był sygnatariuszem Listu 34, w którym wraz z innymi intelektualistami zaprotestował przeciwko polityce kulturalnej władz PRL, ograniczaniu wolności słowa i zaostrzeniu cenzury. List ten wywołał odzew na Zachodzie, m.in. w brytyjskim dzienniku „The Times” ukazał list krytykujący władze PRL, podpisany przez 21 brytyjskich pisarzy i artystów, m.in. przez Arthura Koestlera i Alana Bullocka. Na skutek represji i nacisków ze strony polskich władz Krzyżanowski wraz z dziewięcioma innymi sygnatariuszami Listu 34 wystosował do „The Times” list, w którym protestował przeciwko rzekomej kampanii wymierzonej w PRL i zaprzeczał, jakoby autorów Listu 34 spotkały jakiekolwiek represje.
Został  pochowany 24 maja 1976 w kwaterze osób zasłużonych dla kultury na Cmentarzu Wojskowym na Powązkach w Warszawie (kwatera A 39-4-7).  W imieniu środowisk naukowych przemówienia pożegnalne wygłosili profesorowie: Jan Szczepański, Zygmunt Rybicki, Henryk Markiewicz, Mieczysław Klimowicz oraz Zdzisław Libera. Na jego grobie znajduje się inskrypcja w języku łacińskim „sicut ignis ardens” (pol. „jak płomień gorejący”).

### Życie prywatne
Julian Krzyżanowski był wnukiem przybyłych z Krakowa do Zagórza Franciszka i Rozalii Dębowskich oraz synem Józefa Krzyżanowskiego i Marii Dębowskiej. Kuzynem Juliana był Bronisław Polityński. W rodzinie Krzyżanowskich urodziło się ośmioro dzieci, z których czworo zmarło w dzieciństwie (jednym z braci był Gabriel ur. 1908). Pod koniec lat 90. XIX wieku rodzina Krzyżanowskich zamieszkała w Bukowsku, gdzie ojciec został organistą. 
W 1918 w pociągu Kolei Transsyberyjskiej Julian Krzyżanowski ożenił się z Emilią Roszkowską, z domu Sobieszczańska. W Gimnazjum Wacławy Arciszowej w Lublinie poznał swoją drugą żonę Irenę Strzembosz, z domu Kurowska. Po uzyskaniu rozwodu Julian Krzyżanowski ożenił się z nią w 1934. 28 września 1948 r. zawarł kolejny związek małżeński – z Zofią Świdwińską.
Krzyżanowski miał troje dzieci: z małżeństwa z Emilią pochodzili – syn Jerzy Roman (1922–2017), profesor slawistyki i córka Teresa (ur. 1928), doktor nauk medycznych, późniejsze nazwiska Rogozińska i Dziedzińska, natomiast z małżeństwa z Zofią – syn Julian (ur. 1950), profesor SGGW.
Zamieszkiwał przy ulicy Wilczej 13/23 w Warszawie.

## Upamiętnienie
Za jego życia zostały wydane publikacje ku jego czci: Z dziejów polonistyki warszawskiej. Prof. dr Julianowi Krzyżanowskiemu w 25-lecie objęcia Katedry Literatury Polskiej na Uniwersytecie Warszawskim (1964), Literatura, komparatystyka, folklor. Księga poświęcona Julianowi Krzyżanowskiemu (1968). Pośmiertnie ukazały się książki: Ignis ardens. Julian Krzyżanowski – człowiek i uczony. W stulecie urodzin (1993), Krzyżanowski. Spojrzenie po latach.
W pierwszą rocznicę jego śmierci 19 maja 1977 w szkole podstawowej w Bukowsku odsłonięto tablicę pamiątkową z płaskorzeźbą (obelisk wykonał mieszkaniec Bukowska Albin Żytka według projektu Władysława Kandefera; treść inskrypcji: Wielkiemu humaniście polskiemu Julian Krzyżanowskiemu 1892–1976 mieszkańcy Bukowska), a w drugą - 19 maja 1979 placówka przyjęła nazwę Zbiorcza Szkoła Gminna imienia Juliana Krzyżanowskiego w Bukowsku. W późniejszych latach patronat został zachowany w utworzonym Zespole Szkół w Bukowsku.
Popiersia Juliana Krzyżanowskiego zostały umieszczone na Uniwersytecie Warszawskim (w 60. rocznicę objęcia Katedry Literatury Polskiej 1934–1994) oraz w korytarzu sanockiego ratusza pod adresem Rynek 1.
Ulice Juliana Krzyżanowskiego utworzono w Koszalinie, Częstochowie, Goczałkowicach-Zdroju oraz w Warszawie.

## Publikacje
- 1914: Wpływ Tassa na twórczość Słowackiego – szkic literacki
- 1930: Polish Romantic Literature (zbiór wykładów londyńskich)
- 1934: Byliny
- 1935: Paralele. Studia porównawcze z pogranicza literatury i folkloru
- 1938: Od średniowiecza do baroku
- 1939: Historia literatury polskiej. Alegoryzm-preromantyzm
- 1958: Mądrej głowie dość dwie słowie (t. 1 Trzy centurie przysłów polskich, 1958; t. 2 Nowe dwie centurie przysłów polskich, 1960)
- 1960: W świecie romantycznym
- 1962: W kręgu wielkich realistów
- 1963: Neoromantyzm polski
- 1966: Nauka o literaturze
- 1966: Henryka Sienkiewicza żywot i sprawy
- 1969: Dzieje literatury polskiej, od początków do czasów najnowszych
- 1970: Dzieje folklorystyki polskiej 1800-1863. Epoka przedkolbergowska (współautorka - Helena Kapełuś). Wyd. Ossolineum, Wrocław.
  - 1978: A History of Polish Literature (wydanie angielskie)
- 1970: Twórczość Henryka Sienkiewicza
- 1972: Sztuka słowa. Rzecz o zjawiskach literackich
- 1973: Pokłosie Sienkiewiczowskie. Szkice literackie
- 1980: Szkice folklorystyczne
- 1982: Dzieje folklorystyki polskiej 1864-1918 (współautorka - Helena Kapełuś). PWN i IBL PAN.
- 1985: Literatura polska. Przewodnik encyklopedyczny red.
- 1980: W świecie bajki ludowej. Państwowy Instytut Wydawniczy.
- 1992: Tradycje literackie polszczyzny: od Galla do Staffa

## Ordery i odznaczenia
- Order Sztandaru Pracy I klasy (25 kwietnia 1956)[26]
- Krzyż Komandorski Orderu Odrodzenia Polski (1974)[27]
- Złoty Wawrzyn Akademicki (5 listopada 1938)[28]
- Srebrny Wawrzyn Akademicki (5 listopada 1935)[29]
- Medal 10-lecia Polski Ludowej (14 stycznia 1955)[30]
- Order Trzech Gwiazd (Łotwa, 1934)[31]